# Блинков, Алексей Всеволодович
Алексей Всеволодович Блинков (12 сентября 1949, Москва — 1984, Москва) — советский футболист, полузащитник.

## Карьера
Выступал за команды «Буревестник» (Москва), «Торпедо» (Кутаиси), «Динамо» (Ленинград), «Крылья Советов» (Куйбышев), «Торпедо» (Владимир) и «Энергию» (Братск).
В командах «Торпедо» (Кутаиси) и «Крылья Советов» (Куйбышев) выступал под руководством своего отца — Всеволода Блинкова.
В 1975 году планировалось возвращение игрока в «Крылья Советов».
Скончался в 1984 году. Похоронен на Ваганьковском кладбище.

## Семья
Дед — Константин Блинков, Владимир Блинков — двоюродный дед (брат деда).
Отец — Всеволод Блинков, мать — Юлия Блинкова.